# Людовик II (король Венгрии и Чехии)
Людовик II или Лайош II (чеш. Ludvík Jagellonský, венг. II. Lajos, хорв. Ludovik II. Jagelović; 1 июля 1506, Буда, Венгрия — 29 августа 1526, Мохач, Венгрия) — последний король Чехии и Венгрии (с 1516 года) из династии Ягеллонов, последний король Хорватии в унии с Венгрией. Погиб в Мохачском сражении.

## Помолвка
23 июля 1503 года королева Анна де Фуа родила своему мужу, венгерскому королю Владиславу II Ягеллону, долгожданного первенца — принцессу Анну. Это позволило Владиславу решить важную внешнеполитическую задачу — наладить отношения с немецким императором Максимилианом I, который сразу же предложил Владиславу выдать Анну за одного из своих внуков.
Владислав принял предложение династической унии. Венгерская знать была против того, чтобы трон впоследствии достался чужеземцу, но Владислав, несмотря на это, начал переговоры с Габсбургами.
1 июля 1506 года родился второй ребёнок Владислава и Анны де Фуа — сын Людовик. Король Владислав, наконец, получил наследника мужского пола. Хотя мальчик был очень слаб, ему удалось сохранить жизнь. 20 марта 1506 года Максимилиан обещал в жены Людовику свою внучку Марию.
22 июля 1515 года в Вене в соборе Святого Стефана состоялась двойная условная свадьба Людовика и его сестры Анны с австрийскими принцессой (Марией) и принцем (Фердинандом — будущим императором Священной Римской империи или его братом Карлом).

## Коронация
Ко времени смерти Владислава Людовику было всего десять лет. Опекуном юного монарха стал его дядя, польский король Сигизмунд I. В январе 1522 года он был объявлен совершеннолетним и коронован в Секешфехерваре. Кроме того, он унаследовал от отца и корону Чехии, полученную Владиславом в 1471 году.

## Чешский король
Как Владислав, так и Людовик в основном жил в Венгрии, в Буде, и редко посещал Чехию. На чешской политической сцене в это время шла борьба между могущественными группами дворян и потомственных аристократов. Наибольшее влияние имели группировки высочайшего бургграфа Чешского королевства Зденека Льва из Рожмиталя, который был фактически представителем короля в его отсутствие, и его соперника, бывшего высочайшего гофмейстера Вилема II из Пернштейна.
В 1520 году чуть было не началась гражданская война. Но король прибыл в страну лишь два года спустя (1522). Людовик попытался восстановить власть короля и потребовал вернуть занятые знатью королевские замки и земли. Он отклонил делегации чиновников, включая делегацию Зденека Льва из Рожмиталя, который был обвинён в растрате денег, и поставил на государственные должности новых людей. В то время, когда король находился за пределами страны, страной должно было руководить правительство во главе с князем Карелом Минстербергским, внуком короля Йиржи из Подебрад. Однако, как только король покинул Чехию, страна вновь погрузилась в междоусобицы.

## Венгерский король
Два года спустя  после разгрома крестьянского восстания Дьёрдя Дожи в 1514 году, Венгерское государство всё также находилось в состоянии анархии. Против короля сформировалась дворянская оппозиция в лице эстергомского архиепископа Томаша Бакоша и Георгия, маркграфа Бранденбург-Ансбаха. Ненавидевшая иностранцев знать даже сформировала собственный регентский совет, который состоял из шестнадцати земанов, шести прелатов и шести баронов.
Основным вопросом внешней политики, который предстояло решить Людовику, было продвижение турок-османов с Балкан в Центральную Европу. Несмотря на помощь своей умной и политически одарённой невесты, Людовику не удалось организовать отпор экспансии Сулеймана Великолепного. Давление усилилось после 1521 года, когда Сулейман захватил крепость Белград и открыл себе дорогу в Венгрию. В том же году венгерский парламент принял решение о взыскании налога, чтобы нанять армию наёмников, но большая часть денег оказалась в руках знати. В итоге венграм осталось уповать лишь на иностранную помощь.

## Мохачская катастрофа
В начале 1526 года в Венгрию пришли слухи о приближении армии турок. Людовик обратился за помощью к ряду европейских правителей — Папе Римскому, дожу Венеции, английскому королю Генриху VIII и родственникам — польскому королю Сигизмунду I и австрийскому эрцгерцогу Фердинанду. Помощь пришла, но не достаточная. Папская курия отправила наличные деньги, но при этом поставила условие, что часть денег должна быть потрачена на борьбу с лютеранством в Венгрии.
Венгрия осталась один на один с турками. Людовику не удалось собрать достаточно большую армию, более того, многие дворяне проигнорировали его призыв к оружию. На помощь прибыли только вспомогательные войска из Богемии и Моравии. Помощь от австрийцев, которую пообещал эрцгерцог Фердинанд, не пришла вовремя. Кроме того, Людовик не имел чёткого плана действий против в два раза большей и хорошо обученной армии турецкого султана. 29 августа 1526 года венгерская армия была разгромлена при Мохаче. Сам король погиб, утонув во время переправы через Дунай, а его останки были найдены только через два месяца. 10 ноября 1526 года тело было похоронено в базилике города Секешфехервар (совр. Сад руин).

Престол Чехии в итоге унаследовал муж старшей сестры Людовика Анны, Фердинанд I Габсбург. Венгерская же знать не признала Фердинанда и выдвинула на престол магната Яноша Запольяи, что привело к гражданской войне.

## Киновоплощения
В турецком телесериале «Великолепный век» роль короля Лайоша исполнил Кадир Чермик — юный король, которому не было и 20 лет, представлен широкоплечим мужчиной с седеющей бородой.